# Křeslice
Křeslice – część Pragi. W 2006 zamieszkiwało ją 626 mieszkańców.